# Matthew Sates
Matthew Sates (Pietermaritzburg, 28 luglio 2003) è un nuotatore sudafricano, specializzato negli stili farfalla, misti e stile libero.

## Biografia
Vive a Pietermaritzburg in Sudafrica con sua madre e sua sorella. È diventato un nuotatore in giovane età, seguendo il fratello maggiore Tim nel nuoto. Si è formato presso il St. Charles College di Pietermaritzburg.
Si è allenato con Wayne Riddin al Seals Swimming Club di Pietermaritzburg. Successivamente è entrato all'Università della Georgia nel 2022 per allenarsi con Neil Versfeld, ex nuotatore e allenatore olimpico sudafricano. Gareggiando per i Georgia Bulldogs durante la stagione collegiale 2021-2022, ha vinto il titolo NCAA nelle 500 yard stile libero nel marzo 2022, prima di trasferirsi definitivamente in Sudafrica nell'aprile 2022 e diventare un nuotatore professionista.
Ai campionati mondiali giovanili di nuoto di Budapest 2019, svoltisi alla Danube Arena, si è piazzato 10º nella staffetta 4×100 m mista, 20° nei 200 m misti, 29° nei 100 m farfalla, 37° nei 200 m rana, 40° nei 100 m rana e 46° nei 50 m rana.
Ha rappresentato il Sudafrica ai Giochi olimpici estivi di Tokyo 2020, classificandosi 32º nei 100 m farfalla e 20º nei 200 m misti.
Il 3 ottobre 2021 durante la tappa di Berlino della Coppa del Mondo ha stabilito il primato africano nei 200 m stile libero in vasca corta, grazie al tempo di 1'40"65.
Ha ottenuto la qualificazione in 5 eventi dei mondiali in casca corta di Abu Dhabi 2022: 200 e 400 m stile libero, 100, 200 e 400 m misti, ma Due giorni prima dell'inizio della competizione, ha dovuto rinunciare alla partecipazione a causa delle restrizioni di viaggio che gli rendevano difficile lasciare il Sudafrica a causa di un'ondata di una nuova variante di COVID-19.
E' stato convocato ai mondiali di Budapest 2022 ed ha gareggiato nei 200 e 400 m stile libero, nei 100 m farfalla e nei 200 e 400 m misi, senza riuscire a salire sul podio.
Il 21 ottobre 2022 ha fissato il nuovo record africano nei 400 m stile libero in vasca corta, con il tempo di 3'36"30, nel corso della tappa di Berlino della Coppa del Mondo, il 13 dicembre successivo a Melbourne si laurea campione del mondo in vasca corta nei 200 metri misti.

## Palmares
- Mondiali in vasca corta

Melbourne 2022: oro nei 200m misti e bronzo nei 400m misti.
- Vincitore della Coppa del Mondo nel 2021